# Wędka

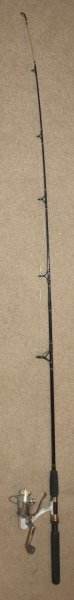
Wędka spinningowa z włókna szklanego wraz z kołowrotkiem

Wędka – sprzęt służący do połowu ryb w wędkarstwie. Składa się z wędziska, do którego przymocowana jest żyłka wędkarska, na której końcu znajduje się haczyk wędkarski z przynętą. Zakłada się, że pierwowzór wędki powstał na Hawajach. Była to linka zakończona hakiem z przynętą, przyczepiona do łodzi i za nią ciągnięta. Typowej wędki zaopatrzonej w około półtorametrowe wędzisko z bambusa po raz pierwszy używano w Chinach.

## Wędzisko
Dołączenie do linki z haczykiem wędziska zdecydowanie poprawia warunki i skuteczność połowu. Wędzisko przedłuża rękę, umożliwia celne zarzucenie przynęty wymachem, wbicie haczyka w wargi ryby (czynność zwana zacięciem), amortyzuje ruchy które ryba wykonuje usiłując uciec wędkarzowi i ściągnięcia jej do siebie (tzw. hol ryby) oraz wyciągnięcia ryby na brzeg, pokład lub do podbieraka (czynność zwana lądowaniem). Aby dobrze spełniać swoją rolę, wędzisko musi być jednocześnie w miarę lekkie, a równocześnie wystarczająco długie, wytrzymałe na pęknięcia i równocześnie elastyczne.
Tradycyjne wędziska wykonuje się z drewna (głównie bambusa) natomiast nowoczesne najczęściej wykonane są z kompozytów włókien węglowych (poprzednio stosowano włókna szklane). Długość przeciętnego wędziska wynosi około 3 metrów, ale spotyka się wędziska o długości 15 metrów, a nawet dłuższe. W tradycyjnej wędce żyłka jest mocowana bezpośrednio do szczytówki (na końcu wędziska). Wędzisko z kołowrotkiem posiada przelotki, przez które przewleka się żyłkę lub sznur oraz uchwyt do mocowania kołowrotka, na który nawija się żyłkę lub sznur.

## Rodzaje wędek i ich zastosowanie
Istnieje wiele rodzajów wędek w zależności od stosowanej metody połowu.
- Bat – jest to najprostszy rodzaj wędki. Ma ona długość od 2 do kilkunastu metrów. Bat pozbawiony jest przelotek oraz kołowrotka. Do końca szczytówki doklejony jest specjalny łącznik, pozwalający na zaczepienie żyłki. Taką wędką najczęściej łowi się w jeziorach lub kanałach metodą spławikową.

- Tyczka – wędka nasadowa; ma długość zazwyczaj od 4 metrów (w przypadku tyczek karpiowych) do 16 metrów. Tyczka składa się z tyczki i topu, w którym jest zamontowany amortyzator o odpowiedniej średnicy. Do amortyzatora, za pomocą specjalnego łącznika, jest zamontowany skrócony zestaw spławikowy, zazwyczaj ze spławikiem o gramaturze od 0,25 do 40 gramów. Tyczką można łowić w jeziorach, rzekach, kanałach. Do każdego łowiska trzeba zastosować odpowiednią długość szczytówki, średnicę żyłki i amortyzatora, wielkość haczyka oraz obciążenie zestawu. Na tyczkę można łowić różne ryby spokojnego żeru, głównie płocie, leszcze i karpie[potrzebny przypis].

- Wędka spinningowa – zbudowana jest z włókna węglowego, lub, coraz rzadziej, ze szklanego i ma długość od 1,5 do 3 metrów. Służy do łowienia z lądu i z łódki. Przeznaczone do połowu ryb zarówno drapieżnych, jak i spokojnego żeru. Zbudowane podobnie jak wędki zwykłe, są jednak krótsze i bardziej wytrzymałe. Najczęściej mają kołowrotek średnich lub dużych rozmiarów. Używa się ich do łowienia we wszystkich typach wód.

- Wędka podlodowa – służy do łowienia ryb spod lodu. W pokrywie lodowej wierci się dziurę wiertłem. Wędki takiego typu najczęściej są bardzo małe i krótkie. Można na nie łowić na wiele sposobów – metodą spławikową, błystką, mormyszką itp. Wędki podlodowe są najczęstszym produktem i wymysłem samych wędkarzy. Do takiej wędki używane są bardzo małe kołowrotki (multiplikatory) z łożyskami albo malutkie plastikowe kołowrotki (multiplikatory) z bardzo prostym mechanizmem hamulca.

- Odległościówka – zbudowana jest z włókna węglowego. Może mieć budowę zarówno segmentową, jak i teleskopową. Odległościówki najczęściej mają małe przelotki na wysokiej stopce i długość powyżej 4 metrów. Posiadają kołowrotek łożyskowy i łowi się na nie, najczęściej na spławik, białoryba. Jest to bardzo delikatna wędka, najczęściej używa się do niej lekkiego zestawu.

- Wędka muchowa (muchówka) – zbudowana najczęściej z włókna węglowego. Służy do połowu metodą sztucznej muchy. W zestawie muchowym używa się specjalnych kołowrotków o szpuli ruchomej i grubych sznurów muchowych, które pozwalają podać lekką przynętę na żądaną odległość. Na końcu krótkiego żyłkowego przyponu zamocowana jest mucha wędkarska, która imituje owada w różnym stadium jego rozwoju. Wędkarstwo muchowe jest bardzo widowiskowe i wymaga szczególnych umiejętności obserwacyjnych i zręcznościowych. Najczęstszymi rybami, które łowi się na muchę są pstrąg, lipień pospolity i kleń.

- Wędka gruntowa (gruntówka) – służy ona do łowienia z gruntu. Zestaw zbudowany ze sprężyny, koszyczka lub samego ciężarka, leży na dnie wraz z hakiem, na którym jest przynęta.